# Confessions (Usher)

Confessions is het vierde studioalbum van de Amerikaanse R&B-artiest Usher. Het album werd uitgebracht op 23 maart 2004 en was het eerste album in bijna 3 jaar voor Usher (na 8701). Met zijn single Yeah! werd het album een groot succes: nummer 1 in de Verenigde Staten en wereldwijd meer dan 13 miljoen platen verkocht. Daarmee is Confessions momenteel Ushers best verkochte album.
De originele releasedatum werd vastgesteld op 30 maart, maar werd later met een week vervroegd. Usher heeft aan MTV verklaard dat hij voor het album geïnspireerd werd door Augustinus van Hippo. Er moest een persoonlijkere sfeer in de cd komen.
De single Yeah! is als laatste op de cd geplaatst. Na het opnemen van alle nummers besloten Usher en de productie dat er een lead-single nodig was om als eerste uit te brengen. Daarom schakelden ze de hulp in van Lil' Jon. Met hem ontstond Yeah!, een nummer in de crunkstijl. De single Throwback bevat een sample van een nummer van Dionne Warwick uit 1973. Behalve Yeah! werden de volgende singles uitgebracht: Burn, Confessions Part II, My Boo (met Alicia Keys) en Caught Up.

## Special Edition
De Special Edition is een opnieuw uitgebrachte versie van Confessions. Het werd uitgebracht op 5 oktober 2004 en bevat vier nieuwe nummers (My Boo, Red Light, Seduction en Confessions Part II Remix). Deze Special Edition debuteerde op nummer 2 in de Billboard 200. De single My Boo, een duet met R&B-zangeres Alicia Keys, behaalde de nummer 1-positie in de Billboard Hot 100. De remix van Confessions Part II is een samenwerking met de rappers Shyne, Twista en Kanye West. Behalve de bonustracks bevat de Special Edition ook foto’s en een poster, samengevoegd met een persoonlijke brief van Usher.

### Tracks
1. "Intro" – 0:46
2. "Yeah!" (met Lil' Jon & Ludacris) – 4:10
3. "Throwback" (met Jadakiss) – 4:46
4. "Confessions" – 4:20
5. "Confessions Part II" – 3:31
6. "Burn" – 3:51
7. "Caught Up" – 3:44
8. "Superstar (Interlude)" – 1:04
9. "Superstar" – 3:11
10. "Truth Hurts" – 3:37
11. "Simple Things" – 4:40
12. "Bad Girl" – 4:21
13. "That’s What It’s Made For" – 4:37
14. "Can U Handle It?" – 4:39
15. "Do It to Me" – 3:34
16. "Take Your Hand" – 2:45
17. "Follow Me" – 3:13
18. "My Boo" (met Alicia Keys) – 3:43
19. "Red Light" – 4:48
20. "Seduction" – 4:33
21. "Confessions Part II Remix" (met Shyne, Kanye West & Twista) – 4:29

## Medewerkers
- Usher Raymond (zang)
- Jonathan Smith (zang)
- Christopher Bridges (zang)
- Robin Charles Thicke (instrumenten)
- Rich Harrison (intstrumenten)
- Bobby Ross Avila (gitaar, piano, keyboard, synthesizer, programmering)
- Daniel Marino (gitaar)
- James Wright (piano, bass)
- Jimmy Jam (piano)
- Larry Cox (keyboard)
- L-Roc (keyboard)
- LaMarquis Jefferson (bass)
- IZ (drums, vinyl)
- Sean Garrett (achtergrondzang)
- Darcy Aldridge (achtergrondzang)
- Paula Patton (achtergrondzang)

## Verkoopcijfers
- Verenigde Staten #1 (9x Platina) (9.000.000)
- Canada #1 (5x Platina) (500.000)
- Groot-Brittannië #1 (4x Platina) (1.200.000)
- Nieuw-Zeeland #1 (2x Platina) (30.000)
- Zwitserland #3 (Platina) (50.000)
- Nederland #3 (Goud) (35.000)
- Denemarken #8 (Goud) (20.000)